# Matthias Eckoldt
Matthias Eckoldt (* 24. Dezember 1964 in Berlin) ist ein deutscher Schriftsteller, Wissenschaftsautor und Radiomacher.

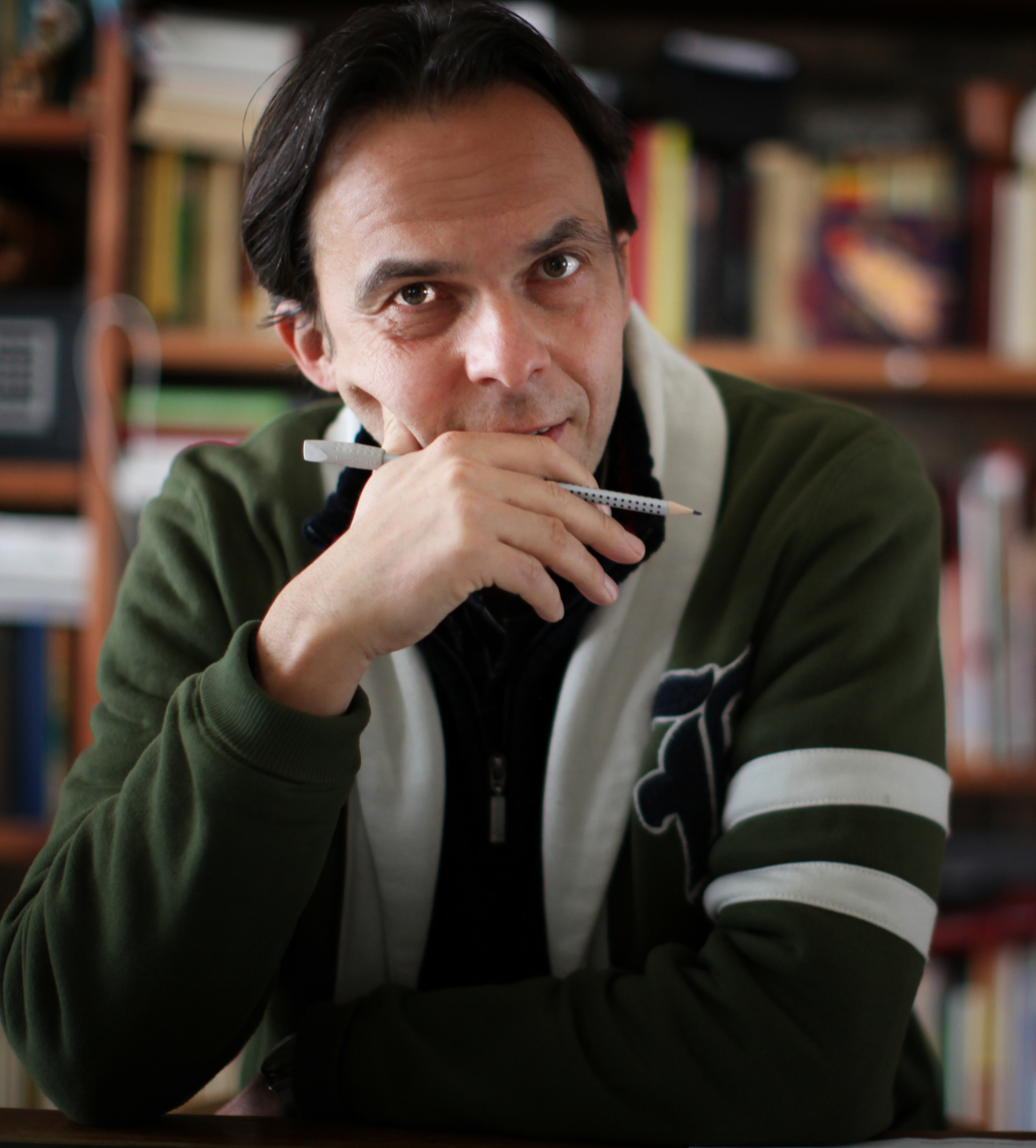
Matthias Eckoldt (2012)

## Leben
Matthias Eckoldt hat einen Sohn, lebt in Berlin und ist in zweiter Ehe verheiratet.
Eckoldt studierte Philosophie, Medienwissenschaft und Germanistik an der Humboldt-Universität zu Berlin. Er wurde über Systemtheorie und Foucault’sche Machtanalytik mit einer Schrift über Das Machtdispositiv der Massenmedien promoviert.

## Schaffen
Im schriftstellerischen Werk von Matthias Eckoldt kann man bislang zwei Phasen ausmachen: Die erste lässt sich im Kontext der Postmoderne begreifen. In Romanen wie Moment of Excellence (Eichborn Verlag 2000) ironisiert, parodiert und dekonstruiert der Autor Schreibstile, Genre und Figurenpsychologien. Diese Phase findet ihren Abschluss mit dem Erzählband TopIdioten (Kulturverlag Kadmos 2009), der in der taz mit den Worten beschrieben wurde: „Eckoldts Protagonisten sind Konsumidioten – Gefangene im Reich der unbegrenzten Möglichkeiten, in dem Information zur Ware wird, zum Wert, von dem niemand genau sagen kann, wie hoch er eigentlich ist. Genau diese Optionsvielfalt, von der sie fasziniert sind, dieser unberechenbare Wert, der wie Aktienkurse zu steigen und zu fallen scheint, wird ihnen zum Verhängnis. Eckoldt zeigt sie in ihrem Scheitern. Ihre Hipness wird zur lächerlichen Pose, das Leben zu einem großen Zucken, ausgelöst durch den unablässig fließenden Reizstrom der Mediengesellschaft.“
Die zweite Phase beginnt mit dem 2010 erschienenen Boxerroman Letzte Tage (Dittrich Verlag, 2010), in dem Eckoldt von allen Brechungen und Parodien Abstand nimmt und feinsinnig die sehr menschliche Geschichte eines Boxtrainers erzählt, der sich selbst abhandenkommt. Im Deutschlandfunk hieß es über das Buch: „Matthias Eckoldt gelingt es, den Leser über 200 Seiten hinweg soghaft in die körperfixierte Welt der Faustkämpfer hineinzuziehen.“

## Denken
In seinen medientheoretischen Arbeiten analysiert Matthias Eckoldt die reale und realitätsgebende Macht der Medien und widmet sich den Medientechniken moderner Machtausübung. Massenmedien begreift er als „task force“ der Disziplinarmacht. Grundlegend für diese Sichtweise der Massenmedien ist sein Buch „Medien der Macht – Macht der Medien“ (im Kulturverlag Kadmos, 2007), über das die Fachzeitschrift MEDIENwissenschaft schrieb: „Eckoldt kann sowohl auf innersystemische Beschreibungen als auch auf außersystemische Bezüge und Zusammenhänge zurückgreifen, um eine moderne, umfassende und schlüssige Theorie der Massenmedien zu formulieren.“
Seit 2013 beschäftigt sich Eckoldt verstärkt mit neurowissenschaftlichen Themen. Für sein Buch Kann das Gehirn das Gehirn verstehen? besuchte er neun renommierte Hirnforscher und befragte sie nach ihren Forschungsansätzen sowie den Grenzen der Erkenntnis des Faches. Aus dieser Arbeit entstand ein gemeinsames Projekt mit dem Neurowissenschaftler Randolf Menzel über die Intelligenz der Bienen. Es folgte die Monografie Eine kurze Geschichte von Gehirn und Geist und ein weiterer Gesprächsband Kann sich das Bewusstsein bewusst sein?
2019 erschien sein Buch Leonardos Erbe, in dem er die Erfindungen Leonardo da Vincis untersuchte. Dabei kam er zu dem Schluss, dass keiner der Entwürfe für eine Erfindung taugten und der Geniekult um Leonardo der faschistischen Propaganda von Benito Mussolini entstammt.
Für die öffentlich-rechtlichen Rundfunkanstalten schrieb Eckoldt über fünfhundert Features, Essays und Hörspiele. Gemeinsam mit Matthias Baxmann kreierte er die wöchentlichen Sendereihen Mensch Müller, Alltag anders Typisch deutsch und Wozu Werte? bei Deutschlandradio Kultur.
In der Reihe „Aula“ des SWR hält er regelmäßig Vorträge über medientheoretische und neurowissenschaftliche Themen.
Seit 2021 gibt er die Reihe update gesellschaft im Carl-Auer-Verlag heraus. Hier erscheinen philosophische Essays zu aktuellen gesellschaftlichen Fragen. Das Motto: Wer abwartet, kommt heute notorisch zu spät.

## Bücher
- Moment of Excellence. Roman, Frankfurt a. M. 2000.
- Schreiben lehren und schreiben lernen an der Universität. Fachbuch, Ernst-Moritz-Arndt-Univ., 2002.
- Medien der Macht – Macht der Medien. Fachbuch, Berlin 2007.
- TopIdioten. Erzählband, Berlin 2009.
- Wozu Tugend? – gemeinsam mit René Weiland. Essay, Kassel 2010.
- Letzte Tage. Boxerroman, Berlin 2010.
- Kann das Gehirn das Gehirn verstehen? Gespräche mit Wolf Singer, Gerald Hüther, Randolf Menzel, Henning Scheich, Angela Friederici, Christoph von der Malsburg, Gerhard Roth, Hans J. Markowitsch und Frank Rösler. Sachbuch, Heidelberg 2013.
- Freiheitsmärchen Märchenfreiheit. Essay, Lemgo, 2014.
- Woanders ist auch Alltag – Auslandskorrespondenten über die Tücken in der Fremde – gemeinsam mit Matthias Baxmann. Sachbuch, Köln 2014.
- Andere Länder, andere Sitten – gemeinsam mit Matthias Baxmann. Sachbuch, München 2015, ISBN 978-3-8342-2294-7.
- Die Intelligenz der Bienen – gemeinsam mit Randolf Menzel. Sachbuch, München 2016.
- Eine kurze Geschichte von Gehirn und Geist. Sachbuch, München 2016.
- Typisch deutsch? – gemeinsam mit Matthias Baxmann, Sachbuch, München 2016.
- Freies Geleit für Martin Luther – gemeinsam mit Tatjana Rese. Kriminalroman, Hamburg 2017.
- Kann sich das Bewusstsein bewusst sein? Gespräche mit Dirk Baecker, Markus Gabriel, John-Dylan Haynes, Philipp Hübl, Natalie Knapp, Christof Koch, Georg Kreutzberg, Klaus Mainzer, Muhô Nölke, Michael Pauen, Johannes Wagemann und Harald Walach. Sachbuch, Heidelberg 2017.
- Leonardos Erbe – Die Erfindungen da Vincis und was aus ihnen wurde. Sachbuch, München 2019, ISBN 978-3-328-10328-8.
- Die ewige Wahrheit und der Neue Realismus. Gespräche über (fast) alles, was der Fall ist – gemeinsam mit Markus Gabriel. Sachbuch. Carl-Auer Verlag, Heidelberg 2019, ISBN 978-3-8497-0312-7.
- Inspiration Biene – gemeinsam mit Thomas Radetzki. Sachbuch. Klett Verlag, Stuttgart 2020, ISBN 978-3-942406-39-0.
- Virus – Partikel, Paranoia, Pandemien, Sachbuch, Ecowin, Salzburg – München 2021, ISBN 978-3-7110-0275-4.
- Fenster ins Gehirn. Wie unsere Gedanken entstehen und wie sie gelesen werden können. Gemeinsam mit John-Dylan Haynes. Ullstein Verlag, Berlin 2021, ISBN 978-3-550-20003-8.
- update gesellschaft: Kritik der digitalen Unvernunft. Warum unsere Gesellschaft auseinanderfällt. Sachbuch, Carl Auer, Heidelberg 2022, ISBN 978-3-8497-0415-5.

## Herausgeberschaft
- update gesellschaft: Matthias Ehlert: Homeoffice. Ein pandemisches Experiment Sachbuch, Carl Auer, Heidelberg 2022, ISBN 978-3-8497-0426-1.
- update gesellschaft: Philipp von Wussow: Expertokratie. Über das schwierige Verhältnis von Wissen und Macht Sachbuch, Carl Auer, Heidelberg 2022, ISBN 978-3-8497-0459-9.
- update gesellschaft: Michael Ebmeyer: Nonbinär ist die Rettung. Ein Plädoyer für subversives Denken Sachbuch, Carl Auer, Heidelberg 2023, ISBN 978-3-8497-0507-7.
- update gesellschaft: Steve Ayan: Was man noch sagen darf. Die neue Lust am Tabu Sachbuch, Carl Auer, Heidelberg 2023, ISBN 978-3-8497-0453-7.
- update gesellschaft: Dorothea Winter KI, Kitsch und Kunst. Ein philosophischer Aufreger Sachbuch, Carl Auer, Heidelberg 2024, ISBN 978-3-8497-0529-9.
- update gesellschaft: Harry Lehmann: Ideologiemaschinen. Wie Cancel Culture funktioniert Sachbuch, Carl Auer, Heidelberg 2024, ISBN 978-3-8497-0545-9.
- update gesellschaft: Fritz B. Simon: Die kommenden Diktaturen. Ein Worst-Case-Szenario Sachbuch, Carl Auer, Heidelberg 2024, ISBN 978-3-8497-0556-5.

## Hörspiele, Theaterstücke, Features Auswahl
- Faust und Geist – Ein Schlagabtausch zwischen Boxern und Literaten – Regie: Nikolai von Koslowski (Feature – RBB) 2008.
- Ich bin ein Schweinehund, das ist gar nicht auszudenken! – gemeinsam mit Tatjana Rese – Regie: Christoph Dietrich, Krimi, 2011.
- Tod in der Wüste – Das kurze Leben des DDR-Kronpinzen Werner Lamberz – RBB, 2011.
- Wie Ihr wollt! Ein Lustspiel zur Freiheit. Theaterstück, Uraufführung am Landestheater Detmold, 2013.
- Im Westen nichts Neues. Hörspielbearbeitung, Nordwestradio, 2014.
- Mammon zieht blank! Lustspiel über Geld und andere Scharfmacher. Theaterstück, Uraufführung am Landestheater Detmold 2015.
- Als ein Schuß fiel im Politbüro: Erich Apel – Regie: Wolfgang Bauernfeind (Feature – MDR) 2015.
- Aus tiefer Not. Kriminalhörspiel über Martin Luther in Worms gemeinsam mit Tatjana Rese – Deutschlandfunk Kultur, 2017.
- Kann das Gehirn das Gehirn verstehen? Theaterstück, Uraufführung am Theater der Jungen Welt, Leipzig 2018.

## Auszeichnungen
- Recherchestipendium des American Council on Germany in New York, 1998
- Stipendium der Stiftung Kulturfonds der neuen Bundesländer, 2001
- idw-Preis für Wissenschaftsjournalismus, 2009
- DAS LANGE BRENNENDE MIKRO – Hauptpreis des Berliner Hörspielfestivals, 2012
- Nominierung von Die Intelligenz der Bienen für das Wissenschaftsbuch des Jahres des Österreichischen Bundesministeriums für Wissenschaft und Forschung, 2016
- Nominierung von Kurze Geschichte von Gehirn und Geist für das Wissensbuch des Jahres von Bild der Wissenschaft, 2017